# Dudince
Dudince és una ciutat d'Eslovàquia. Es troba a la regió de Banská Bystrica. Amb 1.458 habitants (cens del 2013) és la ciutat més petita d'Eslovàquia que té l'estatus de ciutat i no de poble.

## Història
La primera menció escrita de la vila es remunta al 1284.

## Demografia
| Godina             | 1994 | 2004   | 2014   | 2024   |
| ------------------ | ---- | ------ | ------ | ------ |
| Nombre de persones | 1591 | 1521   | 1444   | 1362   |
| Diferència         |      | −4,39% | −5,06% | −5,67% |

| Godina             | 2023 | 2024   |
| ------------------ | ---- | ------ |
| Nombre de persones | 1376 | 1362   |
| Diferència         |      | −1,01% |